# Wilhelm Schelsky
Wilhelm Schelsky (* 21. Oktober 1948) ist der ehemalige Bundesvorsitzende der Arbeitnehmerorganisation Arbeitsgemeinschaft Unabhängiger Betriebsangehöriger (AUB). Im Zuge einer Korruptionsaffäre bei Siemens wurde er 2014 zu einer Freiheitsstrafe und 2009 zu einer Schadensersatzzahlung von 3,2 Millionen € verurteilt.

## Leben
Wilhelm Schelsky ist der Sohn des Soziologen Helmut Schelsky. 1969 legte er das Abitur an der Godesberger Otto-Kühne-Schule ab, studierte dann einige Semester Rechtswissenschaften in Bonn und machte anschließend eine kaufmännische Ausbildung, nach deren Abschluss er im Vertrieb von Siemens arbeitete. 1984 übernahm er die Führung der Arbeitsgemeinschaft Unabhängiger Betriebsangehöriger und wurde Betriebsratsvorsitzender des Standortes Erlangen-Mitte. 1990 machte Schelsky sich als Berater selbständig, dabei arbeitete er hauptsächlich als Lobbyist für Siemens und veranstaltete Schulungen für das Unternehmen.

## Siemens-Affäre
Am 14. Februar 2007 kam Schelsky in Untersuchungshaft wegen des dringenden Verdachtes, von 2002 bis 2004 Zahlungen in Millionenhöhe von Siemens für angebliche Beratungsleistungen erhalten zu haben. Die Gelder, so die Anklage weiter, sollen jedoch dafür benutzt worden sein, die AUB als Gegenorganisation zur IG Metall aufzubauen. Während des Prozesses stellte sich heraus, dass er zwischen 2001 und 2006 über 30 Millionen von Siemens für den Aufbau der AUB erhalten hatte, wodurch die Mitbestimmung des Betriebsrats deutlich zugunsten der Arbeitgeberseite verändert worden war. Schelsky räumte ein, Geld erhalten und Steuern hinterzogen zu haben, bestritt jedoch kriminelle Absichten und Manipulation. Die IG Metall bezeichnete das Vorgehen von Schelsky als „klaren Verstoß gegen das Betriebsverfassungsgesetz“ und sprach von „handzahmen Betriebsräten“.

## Verurteilung
Nach 21 Monaten Untersuchungshaft wurde er im November 2008 wegen Untreue, Betrugs und Steuerhinterziehung zu einer Haftstrafe von vier Jahren und sechs Monaten verurteilt, der ebenfalls angeklagte Siemens-Manager Johannes Feldmayer zu zwei Jahren auf Bewährung sowie einer Geldauflage von 228.000 €. In einem Zivilprozessverfahren Anfang September 2009 wurde Schelsky zu einer Schadensersatzleistung von 3,2 Millionen € an Siemens verurteilt, da er Geld ohne entsprechende Gegenleistung angenommen habe.
Anfang Juli 2009 wurde Schelsky nach einer Haftbeschwerde freigelassen. Gegen das Strafurteil ging er beim Bundesgerichtshof (BGH) in Revision. Im Oktober 2010 gab der BGH dem Antrag in wesentlichen Punkten statt und verwies den Fall an das Oberlandesgericht Nürnberg mit einer Beschränkung auf das Strafmaß zurück. Im November 2014 wurde Schelsky durch das OLG Nürnberg nur noch wegen Betrugs und Steuerhinterziehung zu einer Freiheitsstrafe von vier Jahren verurteilt, jedoch vom Vorwurf der Untreue freigesprochen. Unter Anrechnung der Untersuchungshaft und wegen der langen Verfahrensdauer wurde die Reststrafe zur Bewährung ausgesetzt.

## Der Fall Stumpf
Schelsky war auch Sponsor des VfB Forchheim. Ab Oktober 2011 musste sich Franz Stumpf, Oberbürgermeister von Forchheim und Vorsitzender des Sportvereins, wegen Steuerhinterziehung und Nichtabführens von Sozialabgaben vor dem Landgericht Fürth verantworten. Ihm und zwei weiteren Angeklagten wurde vorgeworfen, von Schelskys Hinterziehungen von bis zu 500.000 € gewusst zu haben und dafür mit verantwortlich gewesen zu sein. Im November 2011 wurde das Verfahren gegen Zahlung einer Geldauflage in Höhe von 20.000 € an eine gemeinnützige Einrichtung eingestellt.